# Claudio Santamaria
Claudio Santamaria (ur. 22 lipca 1974 w Rzymie) – włoski aktor filmowy, teatralny, telewizyjny i głosowy.

## Życiorys
Urodził się i wychował w dzielnicy Prati w Rzymie, gdzie uczęszczał do szkoły artystycznej. Jego ojciec pochodził z Rzymu, a matka z Basilicaty.
Jako nastolatek pracował przez krótki czas w dubbingu, przed rozpoczęciem studiów na trzyletniej szkoły aktorskiej pod kierunkiem Beatrice Bracco. Debiutował na scenie w sztuce Nasze miasto Thorntona Wildera, w reżyserii Stefano Molinari. W teatrze grał w sztukach napisanych przez Lucillę Lupaioli i w reżyserii Furio Andreotti i była związany z lokalnym Teatrem Paola Cortellesi.
Po raz pierwszy pojawił się na ekranie w komedii Leonardo Pieraccioniego Fajerwerki (Fuochi d'artificio, 1997). Był dwukrotnie nominowany do nagrody David di Donatello - za rolę Paolo w filmie Ostatni pocałunek (L'Ultimo bacio, 2001) i jako Max Flamini w Diaz (Diaz: Don't Clean Up This Blood, 2012). W filmie z cyklu o Jamesie Bondzie Casino Royale (2006) zagrał terrorystę Carlosa. W wersjach włoskich zastąpił głos Christiana Bale'a w Batman: Początek (2005), Erica Banę w Monachium (2005) oraz Willa Arnetta w LEGO: Przygoda (2014).

## Filmografia
- 1997: Fajerwerki (Fuochi d'artificio) jako Er Banana
- 1997: Śmiertelny pociąg (Dead train, film krótkometrażowy)
- 1998: Noworoczny koniec świata (L'Ultimo capodanno) jako Christiano
- 1998: To jest to (Ecco fatto) jako Piterone
- 1998: Rzymska opowieść (Besieged) jako Agostino
- 1999: Kochaj swojego wroga (Ama il tuo nemico, TV) jako Ernesto
- 1999: Życie, które będzie (La vita che verrà, miniserial TV) jako Tarchia
- 1999: Budynek (The Building, film krótkometrażowy) jako Gianni
- 2000: Ziemia Ognista (Tierra del fuego) jako Spiro
- 2000: Prawie niebieski (Almost Blue) jako Simone Martini
- 2001: Pokój syna (La habitación del hijo) jako Sprzedawca Dive Shop
- 2001: Ostatni pocałunek (L'Ultimo bacio) jako Paolo
- 2001: Może się kochają (Amarsi può darsi) jako Davide
- 2001: Tak zdenerwowany (Sconvolto così) jako Him
- 2002: Paz! jako Pentothal
- 2002: Uprowadzony (Il Sequestro Soffiantini, TV)
- 2002: Randka w ciemno (Appuntamento al buio, film krótkometrażowy) jako Złodziej
- 2002: Jesteś jaki jesteś (Sei come sei) jako Bruno (Randka w ciemno/Appuntamento al buio)
- 2003: Czas zaprzeszły (Passato prossimo) jako Andrea
- 2003: Miejsce z duszą (Il posto dell'anima) jako Mario
- 2003: Życie, jak to jest (La vita come viene) jako Marco
- 2004: Agata i burza (Agata e la tempesta) jako Nico
- 2004: Krwawy gracz (Il Cartaio) jako Carlo Sturni
- 2005: Opowieść kryminalna (Romanzo criminale) jako Dandi
- 2005: Bezdech (Apnea) jako Paolo
- 2005: Kiedy pojawią się dziewczyny? (Ma quando arrivano le ragazze?) jako Nick
- 2005: Melissa P. jako Ochroniarz w muzeum
- 2006: Czwarty seks (Il quarto sesso, film krótkometrażowy) jako Jezus
- 2006: Casino Royale jako Carlos
- 2008: Rino Gaetano: Ale niebo jest zawsze bardziej niebieskie (Rino Gaetano - Ma il cielo è sempre più blu, TV) jako Rino Gaetano
- 2008: Późna kara kiedykolwiek (Fine pena mai: Paradiso perduto) jako Antonio Perrone
- 2008: Kraina ludzi czerwonych - Birdwatchers (BirdWatchers - La terra degli uomini rossi) jako Roberto
- 2008: 15 sekund (15 Seconds)
- 2008: Czekając na słońce (Aspettando il sole) jako Toni
- 2009: Sprawa niewiernej Klary (Il caso dell'infedele Klara) jako Luca
- 2010: Złoty szlak (600 kilos d'or pur) jako Enzo
- 2010: Całuj mnie znów (Baciami ancora) jako Paolo
- 2010: Rzeczy, które pozostają (Le cose che restano, TV) jako Andrea
- 2011: Na szczycie listy (I primi della lista) jako Pino Masi
- 2011: Tułacze (Gli sfiorati) jako Bruno
- 2011: Mainland (Terraferma) jako Finanziere
- 2012: Włoska komedia nie jest śmieszna (Una commedia italiana che non fa ridere) jako
- 2012: Diaz (Diaz: Don't Clean Up This Blood) jako Max Flamini
- 2012: Pauline na tropie (Pauline détective) jako Simone
- 2013: Sprzedawca medycyny (Il venditore di medicine) jako Bruno Donati
- 2014: Trzy dotknięcia (Tre tocchi) jako mężczyzna ze snu
- 2014: Wrócą łąki (Torneranno i prati) jako Główny
- 2014: Choć goni nas czas (Non è mai troppo tardi, TV) jako Alberto Manzi